# Château du Nozet
 (mai 2023).
- Si vous ne connaissez pas le sujet, laissez ce bandeau (vous pouvez alors contacter les auteurs).
- Si vous supprimez le contenu mis en cause (vous pouvez préalablement contacter les auteurs),

argumentez précisément cette suppression dans la page de discussion
(un manque de référence n'est pas un argument ; une recherche réelle de référence doit avoir été effectuée, être formellement documentée).

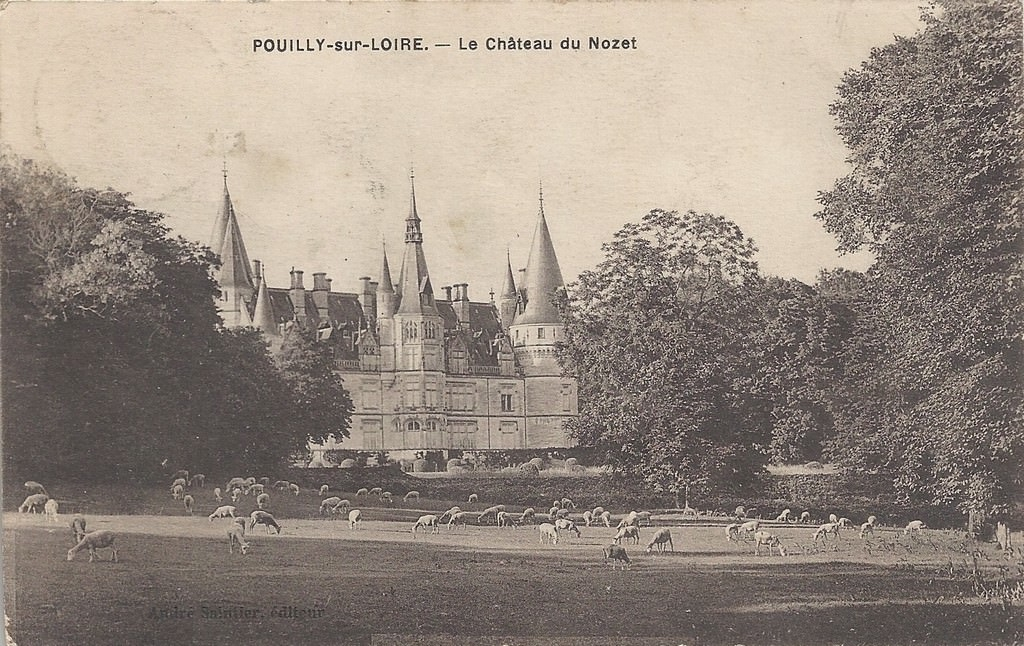
Carte postale du château du Nozet vers 1920.

Le château du Nozet est un édifice situé à Pouilly-sur-Loire, en France.

## Localisation
Le château du Nozet est situé sur le territoire de la commune de Pouilly-sur-Loire, dans le département de la Nièvre en région Bourgogne-Franche-Comté.

## Description
Le château du Nozet se trouve au fond d'une petite vallée qui débouche directement sur la Loire. Ce château, qui contrôlait l'ancienne voie romaine de la rive droite de la Loire aux abords de Pouilly-sur-Loire, a été plusieurs fois reconstruit ou remanié. Le cadastre de 1839 représente plusieurs corps de bâtiments construits sur un espace de 50 m de long et 40 m de large. Aujourd'hui il ne reste que les ailes sud et est. Il aurait été reconstruit tout d'abord avant la Révolution puis au milieu du XIXe siècle pour le comte Lafont de la Doucette dans le style néo-Renaissance. Il est composé de deux corps de logis rectangulaires sur un plan en L. l'édifice est surmonté de tours aux toits d'ardoises. Il est flanqué à chacun de ses angles nord-est et sud-est d'une grosse tour ronde portant une couronne de faux mâchicoulis et coiffée d'une toiture en poivrière, une tour à pans coupés au centre de la façade sur le parc surmontée d'une flèche et d'une lanterne à l'angle sud-ouest une tourelle accolée en encorbellement sur un culot mouluré. Trois autres tourelles dont deux à l'ouest et une en angle rentrant[source insuffisante].

## Historique
La terre et la maison seigneuriale du Nozet ont été données en 1234 aux Bénédictins de la La Charité-sur-Loire, devenus seigneurs temporels de Pouilly par suite du don que leur a fait Humbault le Blanc avant de partir en croisade.
Le château est en ruines et rebâti à plusieurs reprises, il est réédifié une dernière fois en 1651. À la Révolution, le château devient un bien national. En 1798, Étienne Louis Lafond, négociant en vins parisien acquiert le château.
Pendant la Première Guerre mondiale, le château du Nozet est mis à disposition de la Croix-Rouge française par Mr et Mme le comte Lafond, pour y établir l'hôpital auxiliaire n°17. Disposant de 20 à 40 lits, il accueille des blessés du mois d'août 1914 jusqu'au mois de juin 1918.
Dès 1972, le baron Patrick de Ladoucette (petit-fils de Guillaume des Rotours) devient le premier de sa famille à se consacrer, exclusivement, à la culture du vin “du Pouilly” de Pouilly-sur-Loire[source insuffisante].